# Francisco Batista Russo & Irmão
Die Sociedade Comercial e Industrial de Automóveis Francisco Baptista Russo & Irmão, SARL war ein Automobilhändler und -hersteller aus Lissabon, Portugal.
Andere Quellen geben den Unternehmensnamen als Francisco Baptista Russo & Irmão, SARL – Sociedade Comercial e Industrial de Automóveis bzw.  mit der Schreibweise Baptista anstelle von Batista an.

## Geschichte
Das Unternehmen wurde 1926 als Francisco Baptista Russo e Irmão gegründet und importierte zunächst Reifen der Marke Avon nach Portugal.
Im Jahr 1963 bezog das Unternehmen, das auch Niederlassungen in Porto, Leiria und Faro unterhielt, seine neue Zentrale in Lissabon, die von Joaquim Ferreira entworfen worden war. Ende des gleichen Jahres wurde ein Montagewerk in Vendas Novas eröffnet. Dort wurden Personenkraftwagen und Nutzfahrzeuge montiert. In den 1960er Jahren wurde das Unternehmen Univex gegründet, das die Marken Fiat, Steyr und Fuso vertrieb.
Ende der 1980er und Anfang der 1990er Jahre wurde noch in Schulungen und Maschinen investiert. Das Unternehmen wurde 1995 aufgelöst. Das Montagewerk in Vendas Novas wechselte den Besitzer und stellte als V.N. Automóveis u. a. von 2006 bis 2014 Nutzfahrzeuge der Marke Isuzu her, bevor es 2015 insolvent wurde.
Das markante Gebäude des Unternehmens mit seiner mehrstöckigen, gerundeten Fassade wird seit 2018 von einer Decathlon-Filiale genutzt. Nach dem Unternehmen ist heute noch der Túnel do Baptista Russo benannt, der sich direkt vor dem ehemaligen Geschäftssitz befindet.

## Import und Produktion
Im Jahr 1954 begann der Import von MAN-Lastwagen, ab 1957 der Import von Rollern des Typs Dürkopp Diana. 1956 wurde das Unternehmen zum Importeur der Marke BMW. Vertrieben wurde die Isetta, aber auch die Modelle 503 und 507. Später kam der 700 dazu.
Das Werk in Vendas Novas stellte Nutzfahrzeuge der Marken MAN, Saviem, Steyr und Atkinson her.
Francisco Baptista Russo & Irmão war der erste Importeur von Toyota-Fahrzeugen nach Portugal, gab dieses Geschäft aber an Caetano ab.
In den Jahren 1968 bis 1981 wurden rund 15.000 Einheiten der Modelle BMW 1600, 1602, 2002 (bis 1976), 1502 (ab 1976) sowie der Baureihen E21 und E12 hergestellt. Für die Neue Klasse werden bis 1977 insgesamt 12.768 montierte Bausätze angegeben. In der Baureihe E12 wurde der BMW 520 mit Schaltgetriebe hergestellt. Durch die politischen Umstände (Nelkenrevolution) wurden 1973 und 1974 jedoch nur 696 CKD-Bausätze dieses Modells montiert.
Ab 1976 wurde auch der Fiat 127 produziert. Als weitere Marken bzw. Fahrzeuge werden Mini Moke, Mitsubishi, Portaro und UMM genannt.
Im Jahr 1977 ruhte zumindest die BMW-Produktion. BMW erörterte die Gründung einer Tochtergesellschaft mit Mehrheitsbeteiligung von Francisco Batista Russo & Irmão, verwarf dieses Vorhaben aber wieder. Ebenso wurde in Portugal eine Kombivariante des 1502 entwickelt, die geringer besteuert worden wäre. Eine Produktion dieses Modells ist jedoch nicht nachgewiesen.
Im Jahr 1984 stand die Produktion still.
Während des Jahres 1993 wurde der UMM Alter II hergestellt.